# SAM Colombia
Sociedad Aeronáutica de Medellín o SAM fue una aerolínea colombiana fusionada con Avianca, y con base en la Terminal Puente Aéreo de la ciudad de Bogotá. Formó parte de la Alianza Summa entre 2002 y 2004, junto con Avianca y ACES, y en 2005 se fusionó con Avianca luego de que esta entrara en el Grupo Synergy. En 2010 SAM fue absorbida definitivamente en el conglomerado de Avianca.

## Historia
Es una de las aerolíneas fundadas por Luis H. Coulson, fundador de ACES y Tampa Cargo, para unir a Medellín con el resto del país, que en ese entonces, se encontraba muy aislada. Comenzó a operar entre Medellín y Puerto Berrío con aeronaves Douglas C-47 para carga, y más adelante se realizó el primer vuelo internacional hacia Miami con escalas en Barranquilla y Kingston. Autorizó transporte de correo desde Medellín hacia Bogotá, Barrancabermeja, Bucaramanga, Cartagena, Barranquilla y El Banco, luego se comenzaron vuelos regulares a Panamá y Miami con aviones Curtiss C-46. Sin embargo, Avianca, que era la propietaria de varios aeropuertos del país, suspendió los servicios de SAM por el atraso de diez meses del pago de una deuda y se suspendió la red de radio-ayudas aeronáuticas para la misma. 
Pero tras la fusión de Avianca y LANZA, SAM reinició operaciones, y creó una subsidiaria llamada Rutas Aéreas SAM, RAS. La empresa fue asesorada por la holandesa KLM en su división en las Antillas, se adquirieron aeronaves DC-3 y DC-4 con interior de lujo y se iniciaron vuelos a Santa Marta, se inauguró la ruta Medellín-Cartagena vía Bogotá, y vuelos no regulares a San Andrés.
En 1960 se alquilan aviones Douglas DC-6B a KLM, pero varias aerolíneas perdieron el derecho de entrar en Estados Unidos, y estas aeronaves fueron devueltas a KLM. La empresa logró superar la crisis y se amplió su cuadro de rutas, se adquirieron aviones Lockheed Electra II. En 1973 se inició operación con aeronaves Boeing 727 con los que se suspendieron las rutas hacia Santa Marta y Barrancabermeja al inaugurase los servicios jet de Avianca con sus Boeing 737. Posteriormente en 1977 se transfirieron aviones Boeing 720B de Avianca con los que se cambió el logo de SAM y se devolvieron los Lockheed Electra II. En 1981 Avianca transfirió dos 727 a SAM, y ordenó la compra de aviones DeHavilland Dash 7 canadienses, pero la orden fue cancelada. Ambas aerolíneas comenzaron a cooperar entre sí, formando el sistema Avianca-SAM. En esta etapa SAM inició operaciones a Centroamérica abriendo la ruta San Andrés, San José Costa Rica, dos veces por semana, Managua, Nicaragua, San Salvador y posteriormente Ciudad de Guatemala durante la dirección comercial de Antonio Cifuentes y Germán Posada, bajo la Gerencia de Javier Zapata. En 1980 SAM decide convertir sus bases de San José, San Salvador y Guatemala en Agencias Generales de Ventas siguiendo el exitoso modelo empleado por Air Florida designando como GSA a Jesús Correa en Costa Rica, Germán Posada en Guatemala y Guillermo Tenorio en El Salvador. Ante el retiro de Germán Posada, Jesús Correa asumió la Agencia General en Guatemala obteniendo excelentes resultados ya que el crecimiento de la línea aérea en estas bases creció vertiginosamente al punto que al cabo de menos de 35 meses la estación de San José pasó de 8 vuelos al mes a 90 vuelos, y la estación de Guatemala a 30 vuelos mensuales. Posteriormente se encargó a Jesús Correa de abrir la  oficina en Montego Bay, Jamaica la cual operó, con mucho éxito, hasta que fue nombrada Martha Neira dos años después. La estación de San Salvador fue cerrada por la situación política de este país el la década de los 80.

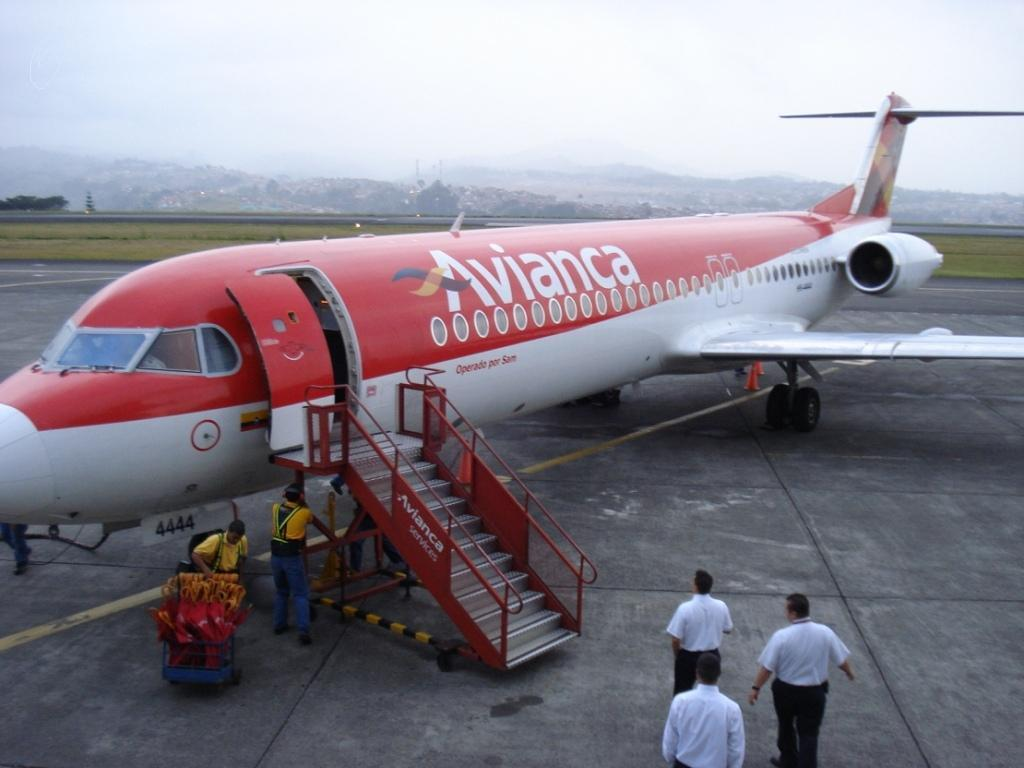
Un Fokker 100 de Avianca operado por SAM en el Aeropuerto Internacional Matecaña.

Hacia 1990 SAM solicitó reanudar vuelos de carga hacia Estados Unidos y la empresa realizó una petición a Challenger Air Cargo para alquilar su B757 de carga, al mismo tiempo que Avianca suspendió el servicio de carga a Miami en aviones propios, y vendió su B747 jumbo carguero, la petición fue cancelada y SAM alquiló un B707 para realizar los vuelos a Miami.
En 1992 llegaron aviones 727-200 para reemplazar a los antiguos serie 100, que fueron devueltos a Avianca, y a su vez, retirados de servicio. Dos años después se decidió compras aviones 737-300 y 500, pero esto no ocurrió y ese mismo año la aerolínea se dio a escoger entre la compra de aviones McDonnell Douglas MD-80, Boeing 737 o Fokker 100. Finalmente en 1994 se decidió alquilar ocho aviones RJ-100, que comenzaron a llegar en agosto de ese mismo año, también se transfirieron aviones Twin Otter de Helicol.
Pero se presentaron problemas con los motores de los RJ-100, que fueron paralizados en tierra y la empresa debió usar aviones de Avianca para cubrir sus vuelos, y finalmente se devolvieron las aeronaves al fabricante British Aerospace. Se compraron aviones Cessna Grand Caravan, junto con un avión MD-83. También se le asignaron aviones Fokker 50 de Avianca y otro MD-83.
En 2002 SAM entró en la Alianza Summa, y el año siguiente se disolvió ACES, a esto se le sumó la compra de Avianca por parte de Synergy Group y el cambio de su imagen, por lo cual desaparecieron los colores de SAM. Sin embargo Avianca compró 15 aviones Fokker 100 que tenían escrito "Operado por SAM" y se fusionaron ambas empresas. 
Pero el último capítulo de SAM terminó el 4 de octubre de 2010 cuando el vuelo 500 de SAM, despegó del Terminal Puente Aéreo con destino al Aeropuerto Internacional José María Córdova, con este vuelo SAM se fusionó definitivamente con Avianca. Después de que SAM operó los últimos vuelos a diferentes destinos con las aeronaves Fokker 100 que portaban la leyenda "Operado por SAM", esta fue retirada del fuselaje de los aviones inmediatamente después de completarse legalmente la fusión de SAM y Avianca, borrando así el último vestigio de la icónica subsidiaria. Algunos de los aviones Fokker 100 continuaron operando varias rutas durante algunos meses mientras eran retirados progresivamente a medida que nuevos aviones Airbus se unian a la flota de la aerolínea. Finalmente en marzo del año 2012, Avianca completó el proceso de devolución y venta de todas las aeronaves Fokker 100.

## Destinos
Ver Destinos de Avianca para destinos actuales anteriormente operados por SAM.

### Destinos era Fokker 100 2006-2010
| Destinos          | Nombre del aeropuerto                               | Aeronaves                                          | Notación                                                                       |
| Bogotá            | Bogotá                                              | Bogotá                                             | Bogotá                                                                         |
| ----------------- | --------------------------------------------------- | -------------------------------------------------- | ------------------------------------------------------------------------------ |
| Armenia           | Aeropuerto Internacional El Edén                    | Fokker 100 (Operado por SAM con librea de Avianca) |                                                                                |
| Barrancabermeja   | Aeropuerto Yariguíes                                | Fokker 100 (Operado por SAM con librea de Avianca) | operado ocasionalmente.                                                        |
| Barranquilla      | Aeropuerto Internacional Ernesto Cortissoz          | Fokker 100 (Operado por SAM con librea de Avianca) |                                                                                |
| Bucaramanga       | Aeropuerto Internacional Palonegro                  | Fokker 100 (Operado por SAM con librea de Avianca) |                                                                                |
| Cali              | Aeropuerto Internacional Alfonso Bonilla Aragón     | Fokker 100 (Operado por SAM con librea de Avianca) |                                                                                |
| Caracas           | Aeropuerto Internacional de Maiquetía Simón Bolívar | Fokker 100 (Operado por SAM con librea de Avianca) | frecuencia operada por SAM cesó eventualmente.                                 |
| Cartagena         | Aeropuerto Internacional Rafael Núñez               | Fokker 100 (Operado por SAM con librea de Avianca) |                                                                                |
| Cúcuta            | Aeropuerto Internacional Camilo Daza                | Fokker 100 (Operado por SAM con librea de Avianca) |                                                                                |
| Guayaquil         | Aeropuerto Internacional José Joaquín de Olmedo     | Fokker 100 (Operado por SAM con librea de Avianca) |                                                                                |
| Medellín          | Aeropuerto Internacional José María Córdova         | Fokker 100 (Operado por SAM con librea de Avianca) | último vuelo como SAM operado el día 3 de octubre de 2010.                     |
| Montería          | Aeropuerto Internacional Los Garzones               | Fokker 100 (Operado por SAM con librea de Avianca) |                                                                                |
| Neiva             | Aeropuerto Benito Salas                             | Fokker 100 (Operado por SAM con librea de Avianca) | operado ocasionalmente.                                                        |
| Oranjestad        | Aeropuerto Internacional Reina Beatriz              | Fokker 100 (Operado por SAM con librea de Avianca) |                                                                                |
| Pereira           | Aeropuerto Internacional Matecaña                   | Fokker 100 (Operado por SAM con librea de Avianca) |                                                                                |
| Riohacha          | Aeropuerto Almirante Padilla                        | Fokker 100 (Operado por SAM con librea de Avianca) |                                                                                |
| San Andrés Isla   | Aeropuerto Internacional Gustavo Rojas Pinilla      | Fokker 100 (Operado por SAM con librea de Avianca) |                                                                                |
| San José          | Aeropuerto Internacional Juan Santamaría            | Fokker 100 (Operado por SAM con librea de Avianca) | inició vuelo directo desde 2008.                                               |
| Santa Marta       | Aeropuerto Internacional Simón Bolívar              | Fokker 100 (Operado por SAM con librea de Avianca) |                                                                                |
| Pasto             | Aeropuerto Antonio Nariño                           | Fokker 100 (Operado por SAM con librea de Avianca) |                                                                                |
| Valencia          | Aeropuerto Internacional Arturo Michelena           | Fokker 100 (Operado por SAM con librea de Avianca) |                                                                                |
| Valledupar        | Aeropuerto Alfonso López Pumarejo                   | Fokker 100 (Operado por SAM con librea de Avianca) |                                                                                |
| Willemstad        | Aeropuerto Internacional Hato                       | Fokker 100 (Operado por SAM con librea de Avianca) |                                                                                |
| Barranquilla      |                                                     |                                                    |                                                                                |
| Bogotá            | Aeropuerto Internacional El Dorado                  | Fokker 100 (Operado por SAM con librea de Avianca) |                                                                                |
| Cali              | Aeropuerto Internacional Alfonso Bonilla Aragón     | Fokker 100 (Operado por SAM con librea de Avianca) | cesó en 2009.                                                                  |
| Oranjestad        | Aeropuerto Internacional Reina Beatriz              | Fokker 100 (Operado por SAM con librea de Avianca) | inició vuelo directo en 2006 desde MDE y cesó en el 2007.                      |
| Cali              |                                                     |                                                    |                                                                                |
| Barranquilla      | Aeropuerto Internacional Ernesto Cortissoz          | Fokker 100 (Operado por SAM con librea de Avianca) | cesó en 2009.                                                                  |
| Bogotá            | Aeropuerto Internacional El Dorado                  | Fokker 100 (Operado por SAM con librea de Avianca) |                                                                                |
| Caracas           | Aeropuerto Internacional de Maiquetía Simón Bolívar | Fokker 100 (Operado por SAM con librea de Avianca) | vía MDE, cesó poco tiempo después de iniciado.                                 |
| Cartagena         | Aeropuerto Internacional Rafael Núñez               | Fokker 100 (Operado por SAM con librea de Avianca) | cesó en 2009.                                                                  |
| Medellín          | Aeropuerto Internacional José María Córdova         | Fokker 100 (Operado por SAM con librea de Avianca) |                                                                                |
| San Andrés Isla   | Aeropuerto Internacional Gustavo Rojas Pinilla      | Fokker 100 (Operado por SAM con librea de Avianca) | vía CTG, cesó en 2009.                                                         |
| Cartagena         |                                                     |                                                    |                                                                                |
| Bogotá            | Aeropuerto Internacional El Dorado                  | Fokker 100 (Operado por SAM con librea de Avianca) |                                                                                |
| Cali              | Aeropuerto Internacional Alfonso Bonilla Aragón     | Fokker 100 (Operado por SAM con librea de Avianca) | cesó en 2009.                                                                  |
| San Andrés Isla   | Aeropuerto Internacional Gustavo Rojas Pinilla      | Fokker 100 (Operado por SAM con librea de Avianca) |                                                                                |
| Medellín Rionegro |                                                     |                                                    |                                                                                |
| Bogotá            | Aeropuerto Internacional El Dorado                  | Fokker 100 (Operado por SAM con librea de Avianca) |                                                                                |
| Cali              | Aeropuerto Internacional Alfonso Bonilla Aragón     | Fokker 100 (Operado por SAM con librea de Avianca) |                                                                                |
| Caracas           | Aeropuerto Internacional de Maiquetía Simón Bolívar | Fokker 100 (Operado por SAM con librea de Avianca) | inició vuelo directo en 2008 desde CLO y cesó poco tiempo después de iniciado. |
| Oranjestad        | Aeropuerto Internacional Reina Beatriz              | Fokker 100 (Operado por SAM con librea de Avianca) | inició en 2006 vía BAQ y cesó en 2007.                                         |
| San Andrés Isla   |                                                     |                                                    |                                                                                |
| Bogotá            | Aeropuerto Internacional El Dorado                  | Fokker 100 (Operado por SAM con librea de Avianca) |                                                                                |
| Cali              | Aeropuerto Internacional Alfonso Bonilla Aragón     | Fokker 100 (Operado por SAM con librea de Avianca) | vía CTG, cesó en 2009.                                                         |
| Cartagena         | Aeropuerto Internacional Rafael Núñez               | Fokker 100 (Operado por SAM con librea de Avianca) |                                                                                |

### Destinos era AVRO RJ100 - Alianza Summa 1994-2004
| Destinos            | Nombre del aeropuerto                           | Aeronaves                              | Notación                 |
| Bogotá              | Bogotá                                          | Bogotá                                 | Bogotá                   |
| ------------------- | ----------------------------------------------- | -------------------------------------- | ------------------------ |
| Barranquilla        | Aeropuerto Internacional Ernesto Cortissoz      | RJ100                                  |                          |
| Bucaramanga         | Aeropuerto Internacional Palonegro              | Fokker 50                              |                          |
| Cali                | Aeropuerto Internacional Alfonso Bonilla Aragón | Fokker 50, MD-83                       |                          |
| Cartagena           | Aeropuerto Internacional Rafael Núñez           | RJ100                                  |                          |
| Ciudad de Guatemala | Aeropuerto Internacional La Aurora              | RJ100                                  | vía ADZ y SJO.           |
| Ciudad de Panamá    | Aeropuerto Internacional de Tocumen             | RJ100                                  | vuelo directo y vía MDE. |
| Cúcuta              | Aeropuerto Internacional Camilo Daza            | RJ100                                  |                          |
| Leticia             | Aeropuerto Internacional Alfredo Vásquez Cobo   | RJ100                                  |                          |
| Medellín            | Aeropuerto Internacional José María Córdova     | RJ100, MD-83                           |                          |
| Montería            | Aeropuerto Internacional Los Garzones           | RJ100, MD-83                           |                          |
| Pereira             | Aeropuerto Internacional Matecaña               | RJ100, Fokker 50, MD-83                |                          |
| Oranjestad          | Aeropuerto Internacional Reina Beatriz          | RJ100                                  |                          |
| Quito               | Aeropuerto Internacional Mariscal Sucre         | RJ100                                  |                          |
| Riohacha            | Aeropuerto Almirante Padilla                    | RJ100                                  |                          |
| San Andrés Isla     | Aeropuerto Internacional Gustavo Rojas Pinilla  | RJ100, MD-83                           |                          |
| San José            | Aeropuerto Internacional Juan Santamaría        | RJ100                                  | vía ADZ.                 |
| Santa Marta         | Aeropuerto Internacional Simón Bolívar          | RJ100, MD-83                           |                          |
| Valledupar          | Aeropuerto Alfonso López Pumarejo               | RJ100                                  |                          |
| Willemstad          | Aeropuerto Internacional Hato                   | RJ100                                  |                          |
| Barranquilla        |                                                 |                                        |                          |
| Bogotá              | Aeropuerto Internacional El Dorado              | RJ100                                  |                          |
| Cali                | Aeropuerto Internacional Alfonso Bonilla Aragón | RJ100                                  | vía MDE.                 |
| Medellín            | Aeropuerto Internacional José María Córdova     | RJ100                                  |                          |
| Oranjestad          | Aeropuerto Internacional Reina Beatriz          | RJ100                                  |                          |
| San Andrés Isla     | Aeropuerto Internacional Gustavo Rojas Pinilla  | RJ100                                  |                          |
| Bucaramanga         |                                                 |                                        |                          |
| Bogotá              | Aeropuerto Internacional El Dorado              | Fokker 50                              |                          |
| Cartagena           | Aeropuerto Internacional Rafael Núñez           | Fokker 50, MD-83                       |                          |
| Medellín            | Aeropuerto Internacional José María Córdova     | Fokker 50                              | vía CUC                  |
| Cali                |                                                 |                                        |                          |
| Armenia             | Aeropuerto Internacional El Edén                | Cessna Grand Caravan                   |                          |
| Barranquilla        | Aeropuerto Internacional Ernesto Cortissoz      | RJ100                                  | Vía MDE.                 |
| Buenaventura        | Aeropuerto Gerardo Tobar López                  | Cessna Grand Caravan                   |                          |
| Bogotá              | Aeropuerto Internacional El Dorado              | Fokker 50, MD-83                       |                          |
| Cartagena           | Aeropuerto Internacional Rafael Núñez           | RJ100                                  | vuelo directo y vía MDE. |
| Guapi               | Guapi                                           | Cessna Grand Caravan                   |                          |
| Manizales           | Aeropuerto La Nubia                             | Cessna Grand Caravan                   |                          |
| Medellín            | Aeropuerto Internacional José María Córdova     | RJ100, Fokker 50                       |                          |
| Popayán             | Aeropuerto Guillermo León Valencia              | Cessna Grand Caravan                   |                          |
| San Andrés Isla     | Aeropuerto Internacional Gustavo Rojas Pinilla  | RJ100, MD-83                           |                          |
| Santa Marta         | Aeropuerto Internacional Simón Bolívar          | RJ100                                  | vía MDE.                 |
| Cartagena           |                                                 |                                        |                          |
| Bogotá              | Aeropuerto Internacional El Dorado              | RJ100                                  |                          |
| Bucaramanga         | Aeropuerto Internacional Palonegro              | Fokker 50, MD-83                       |                          |
| Cali                | Aeropuerto Internacional Alfonso Bonilla Aragón | RJ100                                  | vuelo directo y vía MDE. |
| Capurganá           | Aeropuerto de Capurganá                         | DHC-6 Twin Otter                       |                          |
| Medellín            | Aeropuerto Internacional José María Córdova     | RJ100, Fokker 50                       |                          |
| San Andrés Isla     | Aeropuerto Internacional Gustavo Rojas Pinilla  | RJ100                                  |                          |
| Medellín Rionegro   |                                                 |                                        |                          |
| Barranquilla        | Aeropuerto Internacional Ernesto Cortissoz      | RJ100                                  |                          |
| Bucaramanga         | Aeropuerto Internacional Palonegro              | Fokker 50                              | vía CUC.                 |
| Bogotá              | Aeropuerto Internacional El Dorado              | RJ100, MD-83                           |                          |
| Cali                | Aeropuerto Internacional Alfonso Bonilla Aragón | RJ100, Fokker 50                       |                          |
| Cartagena           | Aeropuerto Internacional Rafael Núñez           | RJ100, Fokker 50                       |                          |
| Ciudad de Panamá    | Aeropuerto Internacional de Tocumen             | RJ100                                  |                          |
| Cúcuta              | Aeropuerto Internacional Camilo Daza            | Fokker 50                              |                          |
| Oranjestad          | Aeropuerto Internacional Reina Beatriz          | RJ100                                  |                          |
| San Andrés Isla     | Aeropuerto Internacional Gustavo Rojas Pinilla  | RJ100, MD-83                           | vuelo directo y vía PTY. |
| Santa Marta         | Aeropuerto Internacional Simón Bolívar          | RJ100                                  |                          |
| Medellín            |                                                 |                                        |                          |
| Bahía Solano        | Aeropuerto José Celestino Mutis                 | DHC-6 Twin Otter                       |                          |
| Capurganá           | Aeropuerto de Capurganá                         | DHC-6 Twin Otter, Cessna Grand Caravan |                          |
| Caucasia            | Aeropuerto Juan H. White                        | DHC-6 Twin Otter, Cessna Grand Caravan |                          |
| Chigorodó           | Aeropuerto Jaime Ortiz Betancur                 | DHC-6 Twin Otter, Cessna Grand Caravan |                          |
| Montería            | Aeropuerto Internacional Los Garzones           | Cessna Grand Caravan                   |                          |
| Quibdó              | Aeropuerto El Caraño                            | DHC-6 Twin Otter                       | vía BSC.                 |
| San Andrés Isla     |                                                 |                                        |                          |
| Bogotá              | Aeropuerto Internacional El Dorado              | RJ100, MD-83                           |                          |
| Barranquilla        | Aeropuerto Internacional Ernesto Cortissoz      | RJ100                                  |                          |
| Cali                | Aeropuerto Internacional Alfonso Bonilla Aragón | RJ100                                  |                          |
| Cartagena           | Aeropuerto Internacional Rafael Núñez           | RJ100                                  |                          |
| Ciudad de Guatemala | Aeropuerto Internacional La Aurora              | RJ100                                  | vía SJO.                 |
| Ciudad de Panamá    | Aeropuerto Internacional de Tocumen             | RJ100                                  |                          |
| Medellín            | Aeropuerto Internacional José María Córdova     | RJ100, MD-83                           |                          |
| San José            | Aeropuerto Internacional Juan Santamaría        | RJ100                                  |                          |
| Pereira             | Aeropuerto Internacional Matecaña               | RJ100                                  | vía BOG.                 |
| Providencia         | Aeropuerto El Embrujo                           | DHC-6 Twin Otter                       |                          |

## Flota histórica

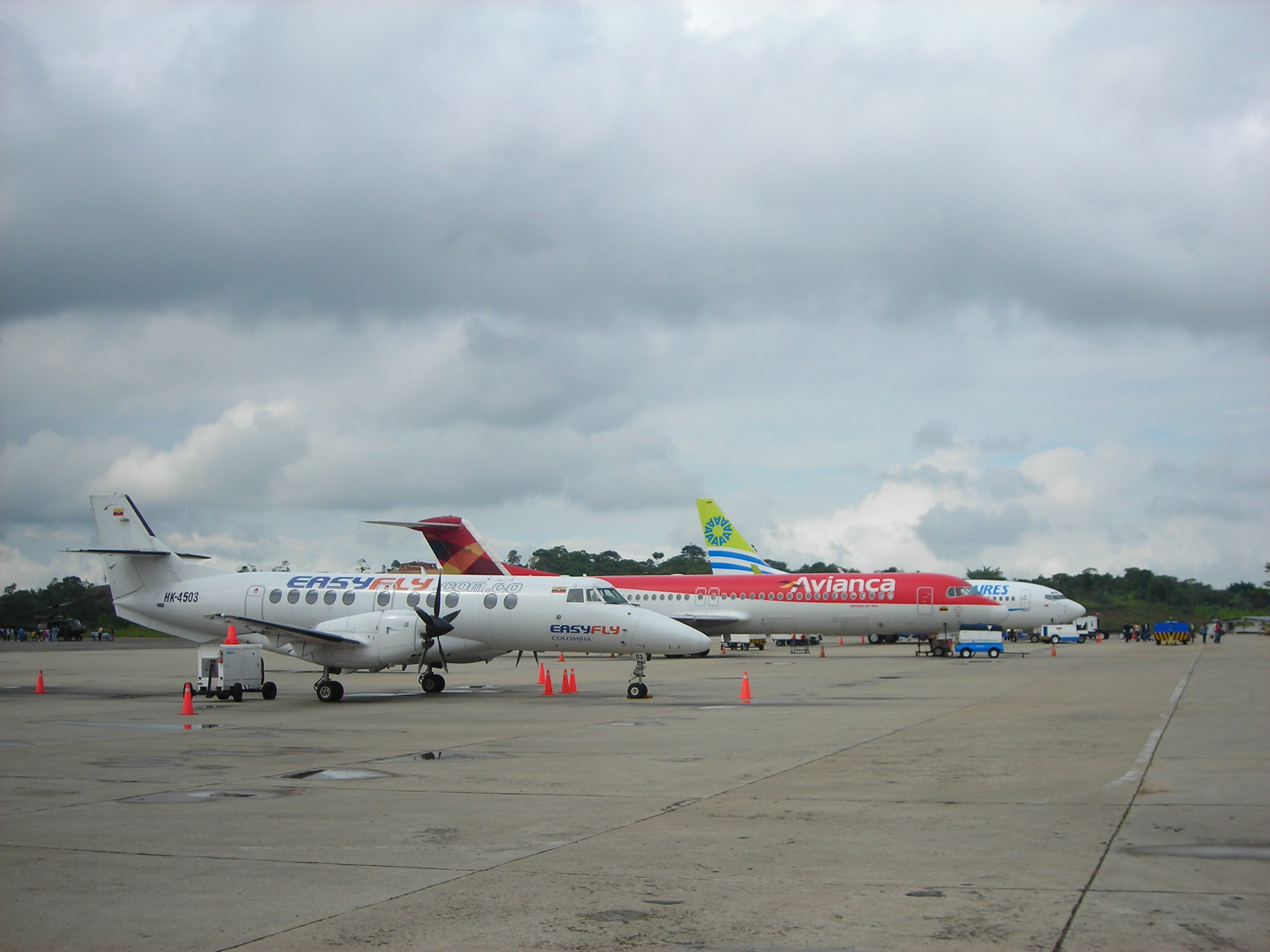
Fokker 100 de Avianca operado por SAM, junto a un avión de AIRES y otro de EasyFly, en Aeropuerto Internacional Palonegro, Bucaramanga

En el momento en que cesó operaciones en el año 2010, la flota de SAM estaba integrada por 15 aeronaves Fokker 100 pintadas con la librea de Avianca y con la leyenda "Operado por Sam" en el fuselaje. Desde el año 2006 hasta el año 2010 Avianca operó rutas de SAM con estas aeronaves hasta que se completó la fusión de SAM con Avianca, al finalizar legalmente el proceso de fusión, SAM desapareció definitivamente y la leyenda "Operado por Sam" fue eliminada de todas las aeronaves. Avianca continuó operando aeronaves Fokker 100 en algunas de sus rutas hasta junio de 2011 mientras las retiraba progresivamente para ser devueltas a Fokker Systems y otras compañías a las cuales habían sido vendidas. SAM nunca operó aeronaves Airbus A318, ya que este tipo de aeronaves se integraron a Avianca cuando ya SAM había desaparecido completamente como compañía y marca. 

### Flota histórica
| Aeronaves                            | Total | Introducido | Retirado | Matrículas | Fotos    |
| ------------------------------------ | ----- | ----------- | -------- | --- | -------- |
| Avro RJ100                           | 9     | 1992        | 2000     | N504MM, N505MM, N506MM, N507MM, N508MM, N509MM, N510MM, N511MM y N512MM | RJ100    |
| Boeing 707C                          | 2     | 1982        | 1991     | HK-1718 y N760FW | B707     |
| Boeing 720                           | 3     | 1977        | 1982     | HK-677, HK-676 y HK-749 | B720     |
| Boeing 727-100                       | 17    | 1980        | 1995     | HK-2420X, HK-2421X, HK-2422X, HK-3458X, HK-3599X, HK-3798X, HK-3396X, HK-1804, HK-2474, HK-3151X (rrg. HK-3803X y HK-3803), HK-727, HK-3612X, HK-1337, HK-1271, HK-1273, HK-1400, HK-1401 | B727-100 |
| Boeing 727-200                       | 6     | 1992        | 1998     | HK-3480X, HK-2152X, N851AL, N200AV, N202AV y N978AL | B727-200 |
| Cessna 208B Grand Caravan            | 3     | 1999        | 2001     | HK-4185X, HK-4186X y HK-4202X |          |
| Curtiss C-46 Commando                | 4     | 1950        | 1965     | HK-516, HK-412, HK-515 y HK-527 | C46      |
| De Havilland Canada DHC-6 Twin Otter | 4     | 1995        | 2001     | HK-2439, HK-2553, HK-4018X (rrg. HK-4168X) y HK-4019X (rrg. HK-4169X) | DHC-6    |
| Douglas DC-3/C-47                    | 6     | 1946        | 1959     | HK-508, C-507 (rrg. HK-507), HK-525, HK-522, C-501 (rrg. HK-501) y HK-500 | DC3      |
| Douglas DC-4                         | 12    | 1955        | 1975     | HK-529, HK-521, HK-522, HK-755, HK-1028, HK-767, HK-757, HK-528, HK-526, HK-180, HK-753 y HK-1065                                                                                         | DC4      |
| Fokker 50                            | 5     | 2001        | 2009     | PH-LXW (rrg. HK-4487), PH-AVJ, PH-MXJ (rrg. HK-4497-X), PH-MXT y PH-MXZ | F50      |
| Fokker 100                           | 2     | 2009        | 2010     | HK-4578 y PR-OAV | F100     |
| Lockheed L-188A Electra              | 8     | 1969        | 1977     | HK-554, HK-1274, HK-553, HK-557, HK-1275, HK-691 y HK-692 | L188     |
| McDonnell Douglas MD-83              | 3     | 1999        | 2007     | EI-CBS, EI-CCC y EI-CDY | MD83     |

## Accidentes e incidentes
- 30 de mayo al 2 de junio de 1973: un Lockheed Electra de matrícula HK-1274 que volaba de Cali a Medellín con escala en Pereira fue desviado de su ruta haciendo escalas en Aruba, Guayaquil (Ecuador) Lima (Perú) Mendoza (Argentina), Resistencia (Argentina), Asunción (Paraguay) y Buenos Aires (Argentina) había sido secuestrado por dos exfutbolistas paraguayos por razones económicas.[3]
- 19 de mayo de 1993: el Vuelo 501 de SAM Colombia entre Ciudad de Panamá y Medellín se estrella en el Páramo de Frontino: mueren 132 ocupantes.

## En otros ámbitos
- La aerolínea SAM fue la principal patrocinadora del equipo de fútbol Atlético Nacional entre 1988 y 1994, por lo que el logotipo estuvo en la parte frontal de la camiseta durante las competiciones futbolísticas de esos años, incluyendo la Copa Libertadores 1989.